# 徐兰芝
徐兰芝（？—？），汉族，河南省人，又名许兰芝，在苏联曾用名扎格洛娜，中国共产党早期人物。

## 生平
青年时起在陇海铁路做工，参加铁路工人运动。1926年前后，加入中国共产党。在开封、郑州等地从事共青团组织工作和工人运动。1927年春至6月任洛阳铁路桥梁工会主席。国共合作失败后，1927年11月在开封同刘明佛、韩绍棠组成中国共青团河南临时省委，任委员（至1928年2月）。1928年2月，参与组织召开共青团河南省代表大会，正式成立中国共产主义青年团河南省委员会，任共青团河南省委委员（至1929年4月）。参与领导恢复发展共青团组织，坚持地下斗争。1928年三四月间，中共河南省委和共青团河南省委遭到严重破坏。4月底，任中共河南临时省委成员。5月，担任共青团河南省委兼中共河南省委委员，参与领导工作。不久恢复中共河南省委，任省委委员，并被推选为河南党组织出席中国共产党第六次全国代表大会两名代表之一，赴苏联。
1928年6月至7月，出席中国共产党第六次全国代表大会。会议期间代号为131号。被选为中共第六届候补中央委员，按得票数排序为候补中委第一名，随后出席中共六届一中全会。1928年11月，增补为中国共产党第六届中央委员会委员。1928年冬回国，返河南任中共开封市委书记。1929年春，恢复共青团河南省委，任青年团河南省委组织部部长（至1929年4月）。1929年11月至1930年2月，任中国共产主义青年团河南省委员会书记。1930年2月至10月任中共河南省委常务委员、中共河南省委员会工委农委书记、郑州市委书记（至1930年4月）。参与领导恢复河南党组织和工人运动。1930年底到上海。1931年1月7日，参加中共六届四中全会，对共产国际代表米夫支持王明等表示不满。1931年1月，被开除中央委员资格。会后表示服从四中全会决议。因工人成分，未受到处分。1月下旬被指派为中共中央代表团团长，于2月5日，抵达天津成立中共河北省委，任河北省委代理书记。2月中旬，到唐山向市委传达四中全会精神，开展反对“立三路线”斗争，同时进行反对六届四中全会的活动。
1931年4月8日被捕后叛变（又一说：1931年夏调任中华全国铁路总工会委员长，在天津主持铁总工作，开展秘密的铁路工人运动。1931年冬铁总移驻沈阳亦随往，不久在沈阳被捕很快叛变）。同年10月被开除中共党籍，后情况不明。